# 2012年12月

## 12月1日
- 全中國首条高寒地带高速铁路哈大高铁开通运营。 人民网（页面存档备份，存于）
- 中國國家統計局今啟動「城鄉一體化住戶調查」行動，依照統一指標性的計算技巧，進行城、鄉居民收入指標調查。預計2013年4月公佈第一季經濟數據時，以標準的「人均可支配收入」指標，來測算出新的城、鄉差距數據，此將可代出「中國全國居民收入指標」與反映出「貧富差距」的基尼係數（Gini coefficient）數據。中央社

## 12月2日
- 日本中央自動車道笹子隧道上行線因隧道內部分吊掛車道頂端混凝土天花板的鋼材與連接隧道壁的金屬螺栓老化，於當天早上8時許發生倒塌事故，並擊中許多行駛中的車輛，造成9人死亡及多人受傷。TVBS新聞中央廣播電台（页面存档备份，存于）
- 斯洛文尼亚第五次总统选举第二轮投票落下帷幕。上届政府总理帕霍尔以近67%的得票率战胜竞选对手、现任总统图尔克，当选斯洛文尼亚新总统。新华网

## 12月4日
- 中國國家知識產權局局長田力普今率團訪問奧地利專利局（Austrian Patent Office），雙方於當日互簽「專利審查高速公路」（PPH）協議。藉由簽約國互相合作，加快雙方專利審查速度與品質。此協議將自2013年3月1日起生效。經濟部（页面存档备份，存于）

## 12月5日
- 南韓專利局長金昊源今率團訪問奧地利專利局（Austrian Patent Office），雙方於當日互簽「專利審查高速公路」（PPH）協議。藉由簽約國互相合作，加快雙方專利審查速度與品質。而此協議將自2013年3月1日起生效。經濟部（页面存档备份，存于）

## 12月6日
- 中國新華社今報導，湖南省疾病預防控制中心、中國疾病預防控制中心營養與食品安全所與浙江省醫學科學院的3名官員，因與美國農業部合作，利用24名6至8歲之中國兒童進行基因改造「黃金大米」試驗案件曝光，已遭撤職處置。奇摩新聞(路透社)

## 12月7日
- NHK引述日本氣象廳訊息指出，今午17時18分，觀測到規模7.3強震，地震震央於三陸海域，震源深度約10公里。氣象廳已對宮城縣發出海嘯警報。中央社（页面存档备份，存于）
- 第18屆聯合國氣候變遷綱要公約締約國大會（COP18），已於2012年11月26日在卡達（Qatar）國家召開，今午閉幕。40國已聯合簽署聲明，支持永續性糧食發展在氣候變化中的重要性，並推薦臺灣蔬食推廣政策和低碳社區發展成功經驗。中央社
- 香港商務及經濟發展局局長蘇錦樑於今表示，「全球知識產權」產業發展趨勢近年逐漸向亞洲轉移，中國市場潛力龐大。香港的法律制度，可保障相關知識產權，並可提供法律、會計及市場推廣等專業服務。香港特區政府將持續推動香港成為亞洲地區性的「知識產權貿易樞紐」。經濟部

## 12月8日
- 在卡達舉行的2012年聯合國氣候變化大會（英语：2012 United Nations Climate Change Conference），近200個國家簽署決議（此簽署團其溫室氣體之排放量僅佔全球總排放量的15%），將1997年簽署的《京都議定書》效期延至2020年，以避免新挫折產生。BBC中文網（页面存档备份，存于）環境資訊中心（页面存档备份，存于）
- 英國廣播公司（BBC）報導，火星探測車「機會號」（Opportunity）主要研究員史桂爾斯教授（Steve Squyres）今表示：機會號在「奮鬥撞擊坑（Endeavour Crater）」的邊緣上，發現疑似含有泥土質地的岩石。中央社

## 12月9日
- 中國網易財經報導，西南財經大學中國家庭金融調查與研究中心，同日公布「中國家庭金融調查（基尼指數）與失業率」最新結果。2010年基尼係數（Gini coefficient）高達0.61，已高於全球均數0.44，此收入不均的程度為世界罕見。中央社
- 越南工商部統計顯示，其國內生產總值（GDP）約達1,190億美元，2011年年均收入為1,300美元，而2012年即已達到1,600美元。中央社
- 中國廈門「中國捷通達電信」（手機儲值卡）公司，無預警倒閉，負責人葉彥榮捲款近人民幣5.6億潛逃海外。今於臺灣臺中市陝西路上之超商內遭逮補。但其拒絕透露捲走鉅款之流向。自由時報

## 12月10日
- 義大利股市，因應其前總理貝魯斯柯尼於8日時，再次的宣佈參選之舉。與現任總理蒙蒂宣布即將辭職並提前下台的消息一出，於今日大幅下挫，另「公債殖利率」的價差也一路上揚「表態」。中央社經濟部（页面存档备份，存于）

## 12月13日
- Google地圖軟體重新回歸至iPhone平台介面，今成為蘋果（Apple）iTunes商店的免費應用程式下載冠軍。中央社
- 美國國家航空暨太空總署（NASA）今表示，聖杯號（GRAIL）太空船兩具小型探測器之「1年任務」已完成。署方計劃於美東時間12月17日午17時28分促其撞毀於月表。中央社
- 人造卫星嫦娥二号在距离小行星4179表面3.2公里处掠过，实现中国航天器对小行星的第一次探测。新华社（页面存档备份，存于）

## 12月14日
- 美国康涅狄格州西部纽镇桑迪胡克村桑迪胡克小学发生校园枪击案，至少28人丧生。纽约时报（页面存档备份，存于）

## 12月16日
- 自由民主党在第46届日本众议院议员总选举拿下超过半数席次的294席，重新获得执政地位。新华社（页面存档备份，存于）

## 12月17日
- 9时10分许宝钢股份炼钢厂在进行铁水扒渣作业中，铁水包突然坠落倾翻，事故造成中冶宝钢技术公司2人死亡，12人送医院检查，其中5人留院治疗。凤凰网（页面存档备份，存于）
- 期刊《刺胳針》（The Lancet）裡的《全球疾病負擔研究》（Global Burden of Disease）報告指出，全球「空氣汙染」問題嚴重，一年奪走近300萬人性命。尤以東亞地區最嚴重（近120萬人）。臺灣醒報
- 中國藍皮書「中國國際移民報告（2012）No.1」公布，中國「個人資產」逾人民幣1億元者，有27%已移民、47%考慮移民。「個人資產」逾人民幣1,000萬者，近60%已完成「投資移民」或曾有過考慮。另報告顯示2011年永久性的移民數量已超過15萬人次，其國際移民排行為加拿大、澳洲和紐西蘭。中央社
- 美國官階最高的亞裔政治家，並是最資深的聯邦參議員丹尼爾·井上逝世，享年88歲。蘋果日報 (臺灣)（页面存档备份，存于）

## 12月19日
- 第18屆韓國總統選舉投票今舉行，截止當地時間下午14時，全國總投票率已達52.6%（近2,119萬人）。最終投票活動於當地晚間18時結束，總投票率初步統計為74%（修正:75.8%），執政黨新國家黨候選人朴槿惠總得票率共達51.6%（1,415万票），競昇成為南韓史上首位女性總統。今日新聞（页面存档备份，存于）新華社（页面存档备份，存于）新華社（韓聯社）（页面存档备份，存于）中央社（页面存档备份，存于）

## 12月20日
- 纽约证券交易所的母公司纽约泛欧交易集团接受了洲际交易所集团的报价，同意以每股33.12美元、总额82亿美元的价格被收编旗下，联合组成全球最大的交易所集团之一。新华网 Archive.today的存檔，存档日期2013-04-28

## 12月26日
- 世界上运营里程最长的高速铁路——京广高速铁路全线通车。网易
- 自民党总裁安倍晋三26号在特别国会上被选为日本第96任首相。安倍晋三是64年来首位辞职后再次执政的首相。凤凰网（页面存档备份，存于） 新华网（页面存档备份，存于）

## 12月29日
- 印度轮奸案受害女孩在新加坡不治而亡。听闻这名23岁的女大学生死亡的消息后，印度民众，尤其是首都新德里年轻人在多处举行和平集会，烛光悼念她。新华网 Archive.today的存檔，存档日期2013-04-28
- 紅翼航空一架圖-204在執飛調度航班時，於莫斯科伏努科沃國際機場降落時衝出跑道並鏟上M3公路，事件導致機上八人當中五人死亡、三人重傷。BBC（页面存档备份，存于） RIA RT（页面存档备份，存于） 新華網（页面存档备份，存于）